# کارات ایرلاینز
کارات ایرلاینز (انگلیسی: Karat) شرکت هواپیمایی روس است، که در سال ۱۹۹۳ تأسیس شد.